# Bad Laasphe
Bad Laasphe est une commune de Rhénanie-du-Nord-Westphalie (Allemagne), située dans l'arrondissement de Siegen-Wittgenstein, dans le district d'Arnsberg, dans le Landschaftsverband de Westphalie-Lippe.

## Géographie

### Situation géographique
La ville se situe dans la haute vallée du Lahn près du château de Wittgenstein. La municipalité se trouve au sud de la montagne Rothaargebirge. Les villes frontalières sont Bad Berleburg et Erndtebrück au nord, Biedenkopf (en Hesse à l'est), Breidenbach au sud-est, Dietzhölztal au sud et Netphen à l'ouest. Bad Laasphe se trouve à environ 30 km à l'est de Siegen et à 25 km au nord-ouest de Marbourg.
Le point culminant de la ville se trouve à 694 mètres et se situe à Heiligenborn.

### Division communale
La ville se divise en 24 quartiers :
- Amtshausen
- Bad Laasphe (Centre ville)
- Banfe
- Bermershausen
- Bernshausen
- Feudingen
- Fischelbach
- Großenbach
- Heiligenborn
- Herbertshausen
- Hesselbach
- Holzhausen
- Kunst Wittgenstein
- Laaspherhütte
- Niederlaasphe
- Oberndorf
- Puderbach
- Rückershausen
- Rüppershausen
- Saßmannshausen
- Sohl
- Steinbach
- Volkholz
- Weide

## Histoire
En 1885, Laasphe comptait 2225 habitants la plupart protestants. Le Château Wittgenstein possédait deux aciéries.
Depuis 1960, Laasphe est une station thermale Kneipp. Le 1er janvier 1984, la ville est devenue une station thermale curative pour son climat doux. Elle est depuis appelée Bad Laasphe.

## Politique

### Conseil municipal
Le conseil municipal de Bad Laasphe est composé de 32 sièges.
| Parti | %      | Siège(s) |
| ----- | ------ | -------- |
| CDU   | 38,4 % | 13       |
| SPD   | 37,3 % | 12       |
| FDP   | 11,2 % | 4        |
| Grüne | 5,5 %  | 2        |
| FWG   | 3,9 %  | 1        |

### Jumelages

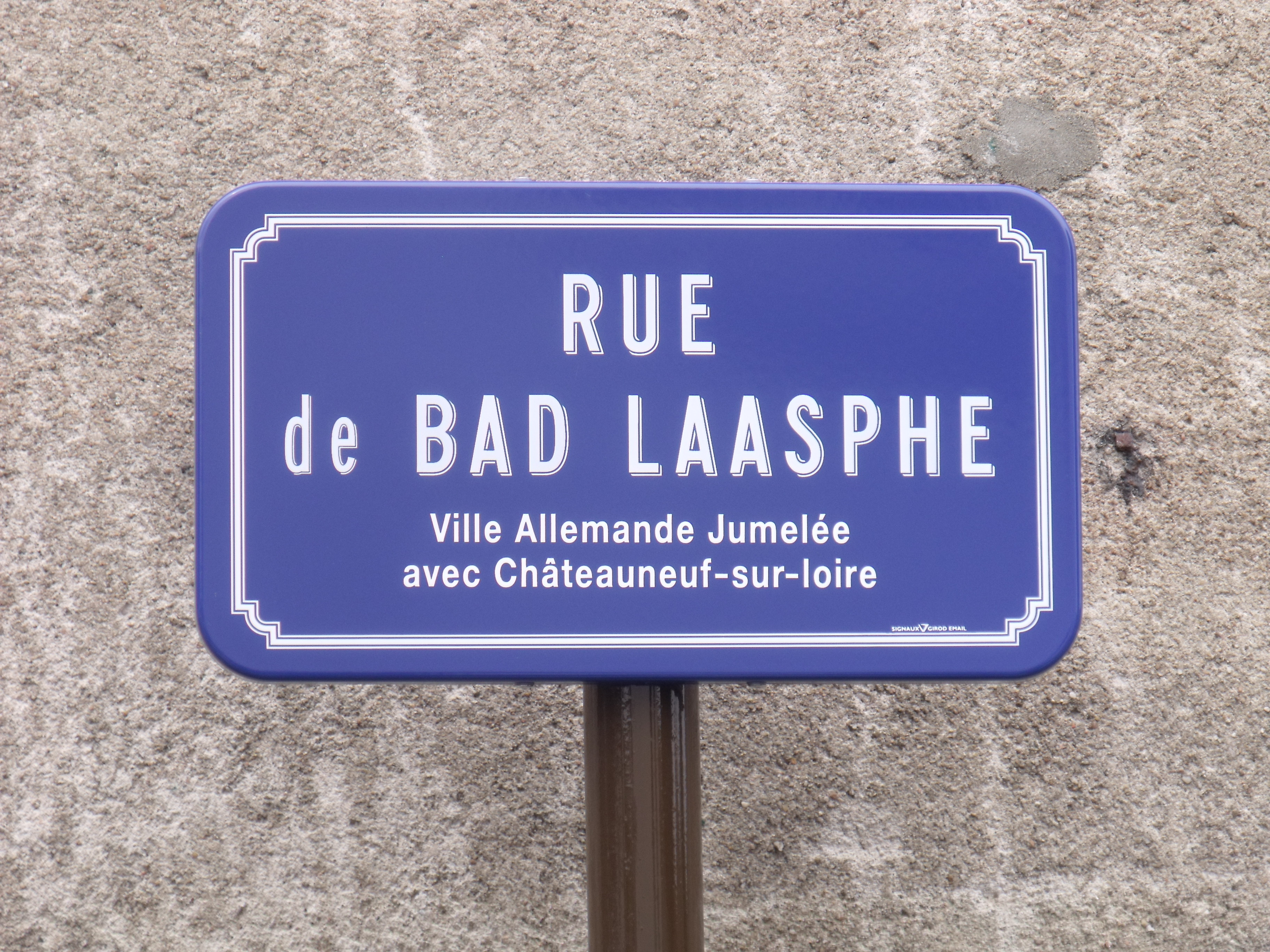
Rue de Bad Laasphe à Châteauneuf-sur-Loire.

- Tamworth, Royaume-Uni, depuis le 10 octobre 1980.
- Châteauneuf-sur-Loire, France, depuis le 28 septembre 1991.

## Personnalités
- Friedrich Kiel, né le 8 octobre 1821 à Puderbach; mort le 13 septembre 1885 à Berlin, compositeur.
- Fritz Heinrich, né le 8 février 1921 à Feudingen; mort le 7 mars 1959, Politicien allemand (SPD), Membre du Bundestag.
- Otto Piene, né en 1928 peintre et artiste.
- Fritz Roth, né en 1955, acteur.